# Alpenklassieker 1992
De 2ste editie van de Alpenklassieker (Frans: Classique des Alpes 1992) vond plaats op 23 mei 1992. 

## Uitslag
| rang | renner               | land        |
| ---- | -------------------- | ----------- |
| 1    | Gilles Delion        | Frankrijk   |
| 2    | Luc Leblanc          | Frankrijk   |
| 3    | Dante Rezze          | Frankrijk   |
| 4    | Jean-Claude Leclercq | Frankrijk   |
| 5    | Beat Zberg           | Zwitserland |
| 6    | Laurent Dufaux       | Zwitserland |
| 7    | Charly Mottet        | Frankrijk   |
| 8    | Jim Van De Laer      | België      |
| 9    | Thierry Claveyrolat  | Frankrijk   |
| 10   | Thierry Bourguignon  | Frankrijk   |

1991 · 1992 · 1993 · 1994 · 1995 · 1996 · 1997 · 1998 · 1999 · 2000 · 2001 · 2002 · 2003 · 2004